# Шурыгино Плесо
 Шурыгино Плесо  — деревня в Лузском муниципальном округе Кировской области.

## География
Расположена на расстоянии примерно 37 км на восток по прямой от города Луза на правом берегу реки Луза.

## История
Известна с 1859 как деревня Шурыгино Плесо или Зимиревщина с населением 96 человек в 14 дворах, в 1926 209 человек и 39 домохозяйств, в 1950 113 и 38, в 1989 4 жителя. До конца 2020 года находился в составе Лальского городского поселения.

## Население
Постоянное население составляло 5 человек (русские 100%) в 2002 году, 2 в 2010.